# 理查德·阿尔特曼
理查德·阿尔特曼（1852年3月12日—1900年12月8日）是一位德国解剖学家和病理学家，出生于普鲁士王国的埃劳（现为波兰城市伊瓦瓦），1877年在吉森大学获得博士学位，知名于在1889年提出了“核酸”（"nucleic acid"）一词。